# Opsada Lenjingrada
Opsada Lenjingrada je bila njemačka opsada grada Lenjingrada (sada Sankt-Peterburga) tijekom Drugog Svjetskog rata. Njemački plan je bio nazvan Operacija Sjeverno Svjetlo. Opsada je trajala od 8. rujna 1941. do 27. siječnja 1944.

## Pripreme za obranu i njemačka ofenziva
27. lipnja, 1941. god.
Radničko Vijeće grada Lenjingrada odlučilo je mobilizirati tisuće ljudi za gradnju raznih obrambenih objekata. Nekoliko linija dobro utvrđenih obrambenih položaja je napravljeno prije napada Njemačke. Jedna linija je išla od rijeke Luge do Neve, druga linija je išla od Peterofa do Koltushya, a postojala je i treća linija u sjevernom predgrađu Lenjingrada namijenjenja obrani u slučaju finskog napada. Sve ukupno bio je izgrađen jako dugi niz obrambenih položaja na kojima su Rusi postavljali sve što im je trebalo za obranu i što su mogli skupiti, tako su čak i postavili jedan od topova s krstarice Aurore na južnim obrambenim položajima. 
Tada je njemačka ofenziva bila u punom zamahu, krajem lipnja zauzeli su baltičke sovjetske republike i tako si omogućili put prema Ostrovu i Pskovu. 10. srpnja, zauzeli su ta dva grada i tad su krenuli i zauzeli gradove Kunda i Kingisepp, odakle su krenuli prema Lenjingradu. Lenjingrad su napali iz tri pravca s ciljem da ga odsjeku od sovjetskog teritorija, iz Narve, s jugoistoka i sa sjevera i juga s Iljmenskog jezera s ciljem da se spoje s Fincima kod jezera Ladoge. 
Nijemci su grad odsjekli od bilo kakve kopnene veze sa Sovjetskim Savezom 8. rujna, a bombardiranje grada topništvom počelo je 4. rujna. Hitler je naredio da se grad drži pod opsadom i da mu se onemogući svaka opskrba zalihama s ciljem da se slomi volja branitelja smatrajući to boljim rješenjem za njemačku vojsku koja bi inače pretrpjela teške gubitke da je izravno napala dobro utvrđeni grad.

## Finska ofenziva
Tokom mjeseca kolovoza finska vojska je ponovno vratila karelijsku prevlaku i zaprijetila Lenjingradu sa zapada i još uz to napredovali su kroz Kareliju istočno od jezera Ladoge i tako još zaprijetili Lenjingradu sa sjevera. Tada se dogodilo nešto što će na kraju i spasiti Lenjingrad od pada, finska vojska se zaustavila na granicama koje su postojale između nje i SSSR prije Zimskog rata i unatoč njemačkim pokušajima da ih nagovore da krenu ponovno u ofenzivu, finski vrhovni štab na čelu s feldmaršalom Mannerheimom je to odlučno odbijao jer Finskoj to nije bio ni politički ni vojni cilj. Mannerheim je 31. kolovoza dao naredbu da se ofenziva zaustavi jer su finske snage došle do obala Finskog zaljeva i jezera Ladoge i dalje od toga finsko zapovjedništvo i politički vrh nisu htjeli ići. Finska nije bombardirala Lenjingrad topništvom ni zračnim napadima, ali je tijekom ljeta 1942. uz suradnju s njemačkim i talijanskim snagama počela organizirati pomorske napade na Cestu života na južnom dijelu jezera Ladoga.
Iako su Finci zaustavili ofenzivu, Sovjetima nije to odmah pomoglo jer nisu mogli znati za finske namjere pa su trebali organizirati dobro obranu u smjeru eventualnog finskog napada što im je oduzimalo dosta ljudstva, no na početkom rujna sovjetski zapovjednik obrane Popov je primijetio da se intezitet finske ofenzive dosta smanjio pa je dio snaga prebacio na front suprotiv njemačkim snagama. Nijemcima je finsko zaustavljanje ofenzive na sjeveru teško palo zbog toga što je značilo da ne mogu napasti Lenjingrad sa sjevera što je moglo dovesti do pada grada. Nijemci su uspjeli zauzeti grad Tikhvin 8. listopada južno od Lenjingrada i pokušavali su se spojiti s finskim snagama kod rijeke Svir, 160 km sjeverozapadno od Lenjingrada. No finsko oklijevanje oko napada i njemački problemi oko nedostatka potrebne vojne opreme,  preraširenosti njihovih linija opskrbe i dobrih obrambenih položaja Sovjeta (ovo najviše vrijedi za bojište oko Lenjingrada i Moskve) doveli su do trenutka slabosti Wehrmachta koji ih je mogao skupo koštati već 1941. god. Sovjetska ofenziva na cijelom frontu je počela 5. prosinca i uspjela je odbaciti njemačke snage na sigurnu udaljenost od Moskve ali nije uspjela preuzeti inicijativu tijekom borbi prvih mjeseci 1942. Ta protuofenziva je utjecala na bojište i oko Lenjingrada, Nijemci su se povukli iz Tikhvina do rijeke Volhov 9. prosinca, no to nije utjecalo puno na grad, naime, grad je još bio u okruženju a najteže razdoblje je tek slijedilo.

## Vanjske poveznice
Sestrinski projekti
|  | Zajednički poslužitelj ima još gradiva o temi Opsada Lenjingrada |